# Miguel Ángel Huerta Floriano
Miguel Ángel Huerta Floriano (Cáceres, 1973) es ensayista, historiador y crítico de cine y televisión. Licenciado en Derecho por la Universidad de Extremadura y en Periodismo por la Universidad Pontificia de Salamanca, de la que fue Vicedecano de Posgrado y Extensión Académica entre los años 2008 y 2012, además de Doctor en Comunicación por esta última institución. Su tesis doctoral versó sobre el uso de los géneros cinematográficos en la producción española de la década de los noventa. 

## Biografía
Imparte clases de Realización y estética cinematográfica, Géneros audiovisuales de ficción y Guion televisivo en el grado de Comunicación Audiovisual de la Facultad de Comunicación de la Universidad Pontificia de Salamanca. En dicho centro es subdirector del Máster de guion de ficción en cine y televisión desde el año 2005. Ha sido docente, entre otros, del Máster Universitario en Creación, Desarrollo y Comercialización de Contenidos Audiovisuales de la Universidad de Vigo (años 2010 y 2011), el Curso de Experto en Género y Comunicación de la UPSA (año 2005), Máster Universitario en formación del profesorado de Educación Secundaria Obligatoria y Bachillerato, Formación Profesional y Enseñanza de Idiomas de la UPSA (años 2009 y 2010) y el Máster Universitario en Comunicación Deportiva Archivado el 29 de enero de 2013 en Wayback Machine. de la UPSA (año 2013). 
Como crítico de cine colabora activamente desde el año 2001 en el anuario Cine para leer (Editorial Mensajero), el diario El Mundo (edición nacional, desde el año 2002), el semanario salmantino DGratis (desde 2004) y Cope Salamanca (desde 1998). Ocasionalmente ha publicado en el suplemento cultural Babelia de El País. Entre los años 1999 y 2003 fue redactor y crítico de la sección oficial a concurso de la Semana Internacional de Cine Valladolid (Seminci) en Televisión Castilla y León. 
En su faceta investigadora, ha sido Investigador Principal del proyecto I+D+i “Ideología, valores y creencias en el “cine de barrio” del tardofranquismo (1966-1975)” (referencia HAR2009-08187), financiado por el Ministerio de Ciencia e Innovación de España, y del que ha formado parte un equipo de especialistas de distintas universidades españolas y francesas. Algunas de las conclusiones de este estudio están recogidas en el blog Estudios de Cine de Barrio. En la actualidad, es miembro investigador del proyecto I+D+i “Ideologías, historia y sociedad en el cine español de la transición (1975-1984)” (referencia HAR 2012-32681). 
Es miembro del comité científico y editorial de la Revista de Medicina y Cine (Universidad de Salamanca) y lo ha sido del Foro de Investigación en Comunicación entre los años 2009 y 2012. 
Por otro lado, ha realizado algunas incursiones en el campo del periodismo deportivo y es creador y autor del blog Nacido para el Madrid (desde el año 2010) y colabora como columnista con el portal Bernabéu Digital (desde el año 2012). 
Fue Padrino de la promoción 2009-2013 de Comunicación Audiovisual recibiendo una camiseta por parte de sus alumnos con la frase: "Cacereño, madridista, fordiano...y no necesariamente en ese orden", así como de la promoción 2021-2025 de la que recibió un rótulo con la frase: "Las escenas ya no acaban sin un ¿Qué, cómo y por qué?".

## Libros como autor individual
- Para todos los públicos, Salamanca, Dgratis, 2009, ISBN 978-84-613-4491-8
- Paul Schrader, Madrid, Akal, 2008, ISBN 978-84-460-2614-3
- Celuloide en llamas. El cine estadounidense tras el 11-S, Madrid, Notorious Ediciones, 2006, ISBN 84-934701-2-0
- Análisis fílmico del cine español. 60 películas para un fin de siglo, Salamanca, Obra Social de Caja Duero, 2006, ISBN 84-95610-93-0
- Los géneros cinematográficos. Usos en el cine español (1994-1999) (enlace roto disponible en Internet Archive; véase el historial, la primera versión y la última)., Salamanca, Publicaciones Universidad Pontificia de Salamanca, 2005, ISBN 84-7299-648-4

## Libros como editor/coordinador
- El "cine de barrio" tardofranquista. Reflejo de una sociedad (enlace roto disponible en Internet Archive; véase el historial, la primera versión y la última)., Madrid, Biblioteca Nueva, 2012, ISBN 978-84-9742-560-5 (con Ernesto Pérez Morán).
- El cine popular del tardofranquismo, Salamanca, Editorial Los Barruecos, 2012, ISBN 978-84-940819-1-0 (con Ernesto Pérez Morán, formato epub)
- Diez guiones con historia, Madrid, Ediciones Arkadin, 2012, ISBN 978-84-938555-3-6 (con Pedro Sangro Colón).
- El personaje en el cine. Del papel a la pantalla (enlace roto disponible en Internet Archive; véase el historial, la primera versión y la última)., Madrid, Calamar Ediciones, 2007, ISBN 978-84-96235-22-9 (con Pedro Sangro Colón)
- De Los Serrano a Cuéntame. Cómo se crean las series de televisión en España, Madrid, Ediciones Arkadin, 2007, ISBN 978-84-934423-7-8 (con Pedro Sangro Colón)
- Guión de ficción en cine. Planteamiento, nudo y desenlace, Salamanca, Universidad Pontificia de Salamanca, 2006, ISBN 84-7299-689-1 (junto a Pedro Sangro Colón)
- Comunicación, Universidad y Sociedad del Conocimiento (enlace roto disponible en Internet Archive; véase el historial, la primera versión y la última)., Salamanca, Universidad Pontificia de Salamanca, 2006, ISBN 84-7299-684-0 (junto a Ángel Losada Vázquez y Juan Francisco Plaza Sánchez)

## Capítulos de libros (selección)
- "Contexto cinematográfico del tardofranquismo: síntesis de las cualidades estético-narrativas (1966-1975)", en HUERTA FLORIANO, Miguel Ángel y PÉREZ MORÁN, Ernesto, El "cine de barrio" tardofranquista. Reflejo de una sociedad (enlace roto disponible en Internet Archive; véase el historial, la primera versión y la última)., Biblioteca Nueva, Madrid, 2012, pp. 33-40. ISBN 978-84-9742-560-5
- "Tradición contra modernidad: tiempo, espacio e instituciones en el 'cine de barrio", en HUERTA FLORIANO, Miguel Ángel y PÉREZ MORÁN, Ernesto, El "cine de barrio" tardofranquista. Reflejo de una sociedad (enlace roto disponible en Internet Archive; véase el historial, la primera versión y la última)., Biblioteca Nueva, Madrid, 2012, pp. 331-372. ISBN 978-84-9742-560-5
- "Características generales del cine popular tardofranquista", en HUERTA FLORIANO, Miguel Ángel y PÉREZ MORÁN, Ernesto, El cine popular del tardofranquismo. Análisis fílmico, Editorial Los Barruecos, 2012, pp. 485-499. ISBN 978-84-940819-1-0
- "Puesta en escena cinematográfica y consumo de drogas: Historias del Kronen", en POLO GONZÁLEZ, Mª Eugenia y CONDERANA CERRILLO, Jesús Manuel (eds.), Comunicación y adicciones, Ayuntamiento de Salamanca/Plan Nacional sobre Drogodependencias, Salamanca, 2012, pp. 88-103.
- “Taxi Driver o Paul Schrader en cinco lecciones para guionistas”, en SANGRO, Pedro y HUERTA FLORIANO, Miguel Ángel (eds.), Diez guiones con historia, Ediciones Arkadin, Madrid, 2012, pp. 101-122. ISBN 978-84-938555-3-6
- "La imagen de la España tardofranquista en las películas protagonizadas por Lina Morgan (1966-1975)", en I Congreso Internacional Historia, Literatura y Arte en el Cine en Español y Portugués, Centro de Estudios Brasileños de la Universidad de Salamanca, Salamanca, 2011, Libro CD, pp. 1512-1527 (con Ernesto Pérez Morán).
- “La mujer en el cine del tardofranquismo: el caso de la tercera vía”, en SANGRO, Pedro y PLAZA, Juan F. (eds.), La representación de las mujeres en el cine y la televisión contemporáneos, Laertes, Barcelona, 2010, pp. 79-96. ISBN 978-84-7584-678-1
- "La reescritura cinematográfica de las series de televisión: regreso a Corrupción en Miami", en PÉREZ BOWIE, José Antonio, Reescrituras fílmicas: nuevos territorios de la adaptación, Ediciones Universidad de Salamanca, Salamanca, 2010, pp. 257-274 (con Pedro Sangro Colón). 978-84-7800-170-5
- “¿La vida en directo?: Realidad y ficción en Gran Hermano”, en SANGRO, Pedro y SALGADO, Alejandro (eds.), El entretenimiento en TV: Guion y creación de formatos de humor en España, Laertes, Barcelona, 2008, pp. 125-140. 978-84-7584-634-7
- “Six feet under: de la semilla del «piloto» al árbol de la primera temporada”, en CASCAJOSA VIRINO, Concepción (ed.), La caja lista: reflexiones sobre series de TV norteamericanas, Laertes, Barcelona, 2007, pp. 85-99. ISBN 978-84-7584-608-8
- “Los personajes femeninos en la obra de Howard Hawks”, en El personaje en el cine. Del papel a la pantalla, Calamar Ediciones, Madrid, 2007, pp. 179-194. ISBN 978-84-96235-22-9
- “El sueño eterno y El gran Lebowski: del detective clásico al investigador ocasional”, en MARTÍN ESCRIBÁ, Álex y SÁNCHEZ ZAPATERO, Javier (eds.), Informe confidencial. La figura del detective en el género negro, Difácil, Valladolid, 2007, pp. 217-229. ISBN 978-84-935015-7-0
- “La teoría y la historia en el estudio pragmático de los géneros cinematográficos”, en MARZAL FELICI, Javier y GÓMEZ TARÍN, Francisco Javier (eds.), Metodologías de análisis del film, Edipo, Madrid, 2007, Libro-CD, pp. 107-114. ISBN 978-84-88365-20-0
- "Tango", en VVAA, Carlos Saura. Los sueños del espejo, Diputación Provincial de Huesca, Huesca, 2007, p. 155.
- “La narración en el cine de Clint Eastwood: Sin perdón o cómo contar un western ejemplar”, en HUERTA FLORIANO, Miguel Ángel y SANGRO COLÓN, Pedro, Guion de ficción en cine. Planteamiento, nudo y desenlace, Ed. Universidad Pontificia de Salamanca, Salamanca, 2006, pp. 89-110. ISBN 84-7299-689-1
- “Elementos definitorios de la crítica de cine como instrumento formativo para los espectadores”, en Comunicación, Universidad y Sociedad del conocimiento, Universidad Pontificia de Salamanca, 2006, Libro-CD, pp. 397-411. ISBN 84-7299-684-0
- “Participación de los agentes de la comunicación cinematográfica en la configuración de los géneros: el caso estadounidense”, en La comunicació audiovisual en la història (V Encuentro de Historiadores de la Comunicación), Universidad de las Islas Baleares, Palma de Mallorca, 2003, pp. 705-721. ISBN 84-7632-826-5
- “Los personajes femeninos en la screwball comedy americana: La fiera de mi niña”, en Mujeres, Hombres y Medios de Comunicación, Junta de Castilla y León, Valladolid, 2002, pp. 281-289.

## Artículos de revistas científicas en la red
- "La creación de discurso ideológico en el cine popular del tardofranquismo (1966-1975): el ciclo Paco Martínez Soria" (enlace roto disponible en Internet Archive; véase el historial, la primera versión y la última)., en Comunicación y Sociedad, Revista de la Facultad de Comunicación de la Universidad de Navarra, año 2012, Vol. XXV, Núm. 1, Pamplona, pp. 289-311 (con Ernesto Pérez Morán).
- “Los ecos de la realidad: miedo y paranoia en el cine fantástico estadounidense del siglo XXI”, en Zer, Revista de Estudios de Comunicación (UPV), año 2009, Vol. 14, Núm. 26, Bilbao, pp. 231-251.
- “Cine y política de oposición en la producción estadounidense tras el 11-S” (enlace roto disponible en Internet Archive; véase el historial, la primera versión y la última)., en Comunicación y Sociedad, Revista de la Facultad de Comunicación de la Universidad de Navarra, año 2008, Vol. XXI, Núm. 1, Pamplona, pp. 81-102.
- Psicoanálisis y cine/Cinema and psychoanalysis, número monográfico de Revista de Medicina y Cine / Journal of Medicine and Movies, año 2008, Vol. 4, n.º 1, enero (con Pedro Sangro Colón, editores).
- “Cine y psicoanálisis: la fábrica de sueños/The cinema and Psychoanalysis. The Dream Machine”, en Revista de Medicina y Cine / Journal of Medicine and Movies, año 2008, Vol. 4, n.º 1, enero (con Pedro Sangro Colón).
- “El cine como terapia: el psicoanálisis en la obra de Woody Allen/The Cinema as Therapy: Psychoanalysis in the Work of Woody Allen”, en Revista de Medicina y Cine / Journal of Medicine and Movies, año 2008, Vol. 4, n.º 1, enero.
- “«A dos metros bajo tierra», una serie de calidad: análisis narrativo del capítulo piloto” (enlace roto disponible en Internet Archive; véase el historial, la primera versión y la última)., en Comunicar, Revista Científica Iberoamericana de Comunicación y Educación, Grupo Comunicar, Huelva, año 2005, Vol. XIII, n.º 25, 2.º semestre.

## Artículos académicos en la red
- "El cine se hace real", en Babelia-El País, 9 de septiembre de 2006.
- "El 11-S y el cine estadounidense, cinco años después" (enlace roto disponible en Internet Archive; véase el historial, la primera versión y la última)., en Cine para leer, año 2006.
- "El caso de la escalera o el apogeo del mestizaje audiovisual" Archivado el 4 de marzo de 2016 en Wayback Machine., en Cine para leer, año 2005.
- “Las sitcoms en televisión. La verdad, el dolor y la risa inteligente”, en Revista Universitaria, Universidad Católica de Chile, año 2005, n.º 89, Santiago de Chile (pp. 14-18).
- "¿Para qué sirven los géneros cinematográficos?", en Academia, Noticias del cine español, Academia de las Artes y de las Ciencias Cinematográficas de España, año 2004, n.º 107, Madrid, (pp. 14-15).
- “La comedia cinematográfica española: risas y llantos”, Estudio publicado en Reseña, revista de crítica cultural, año 2002, n.º 343, Madrid, noviembre (pp. 4-8).

## Entrevistas y apariciones en medios
- Encuentro digital RTVE.es: El "cine de barrio" tardofranquista, 21 de febrero de 2013.
- "El ojo crítico: el cine tardofranquista, a examen", El ojo crítico de RNE, 21 de febrero de 2013.
- Conocer al autor: Miguel Ángel Huerta Huerta Floriano, Conoceralautor.com, 21 de febrero de 2013.
- "Adivina quién viene a cenar esta noche: Miguel Ángel Huerta", Canal Extremadura Radio, 20 de febrero de 2013.
- Encuentro digital Elmundo.es: Hollywood y el 11-S, 11 de septiembre de 2006.
- "Fuimos Ñolywood", en www.elmundo.es, 31 de enero de 2013
- "Cada día hay motivos para echar de menos Cáceres", en El Periódico Extremadura, 28 de octubre de 2012.
- "La biblioteca del crimen: el cine negro", en Canal Crimen&Investigación, junio de 2012
- "Diez guiones con historia y… Paco Martínez Soria" (enlace roto disponible en Internet Archive; véase el historial, la primera versión y la última)., en Los dos de la tarde, Canal Extremadura Radio, 22 de febrero de 2012.
- "Cine y 11-S. Más madera", en Canal4 Salamanca, septiembre de 2006
- "El cine y el 11-S. Estudio 9", en Televisión Castilla y León, septiembre de 2006
- "El cine y el 11-S. Antena3 Noticias", en Antena 3 Noticias, 10 de septiembre de 2006
- "El 11-S, cinco años después: La mirada crítica", en La mirada crítica de Tele5, 11 de septiembre de 2006